# UCP5
UCP5 (proteïna desacobladora 5) és una proteïna del grup de proteïnes desacobladores mitocondrials membres de la família de transportadors d'anions localitzats a la membrana mitocondrial interna com també ho són el transportador de fosfat inorgànic entre d'altres. Com la resta d'UCPs, el seu nom ve donat per l'elevada homologia d'aquestes proteïnes amb UCP1 o termogenina, proteïna que genera calor mitjançant el desacoblament de la fosforilació oxidativa de cadena respiratòria. UCP5, això no obstant, comparteix un 34% d'homologia amb UCP1. Com s'esdevé amb un UCP4 (29% d'homologia) divergeix d'UCP1 molt més que no pas UCP2 i UCP3, les quals es troben filogenèticament més properes entre elles i respecte altres transportadors com el d'oxoglutarat.

## Expressió gènica
UCP5 és idèntica al transportador BMCP1 (de l'anglès, brain mitochondrial carrier protein-1), amb un únic aminoàcid de diferència, la valina 180. L'mRNA d'UCP5 humana és particularment abundant al cervell i teixit neuronal, i en menor mesura en altres teixits com el ronyó, l'úter, el cor, el pulmó, l'estómac, el fetge, i el múscul esquelètic. Se'n coneixen tres isoformes humanes: la llarga de 325 aminoàcids (UCP5L), la curta de 322 aminoàcids (UCP5S) a la qual li manca els aminoàcids Val–Ser–Gly (VSG) a la posició 23–25 d'UCP5L, i la tercera o shortinsert de 353 aminoàcids (UCP5SI) mancada dels aminoàcids VSG però amb una inserció de 31 aminoàcids entre els dominis transmembrana III i IV. L'existència de múltiples isoformes amb expressió teixit-específica suggereix una complexa regulació de l'activitat d'UCP5.

## Funció
Tot i que tant UCP5 com UCP4 s'expressen més en cervell que no pas UCP2, les funcions d'aquestes UCPs en aquest teixit no han estat encara establertes. Es creu que podrien modular també la producció d'ATP i ROS així com podrien estar relacionades amb funcions neuronals com a neuromoduladores, a través de la regulació de la temperatura. UCP5 podria regular també la temperatura testicular, crítica per a una correcta espermatogènesi.